# Jozi-Reisen
Die Jozi-Reisen GmbH ist ein inhabergeführtes Busunternehmen aus dem rheinland-pfälzischen Schweich bei Trier.

## Geschichte
Das Unternehmen wurde 1960 von Josef Zimmer in Schweich gegründet. 1984 zog die Firma auf einen neuen Betriebshof in Bahnhofsnähe (Bahnhof Schweich DB) um.
2002 wurde Jozi-Reisen vom heutigen Geschäftsführer Thomas Görgen übernommen.
2022 wurde ein zweiter Betriebshof in Hermeskeil errichtet, um unnötige Fahrwege zu vermieden und Fahrpläne besser einhalten zu können.

## Betriebsbereiche

### Linienverkehr
Jozi-Reisen betrieb 15 Jahre lang, an einigen Tagen in der Woche, die Fernbuslinie „Eifel-Express“ von Trier Hbf durch die Eifel nach Aachen Hbf, die aus der Verbindung beider Städte per Postkutsche im 19. Jahrhundert hervorgegangen war. Zwischen Trier und Mooshaus wurde die Linie als ÖPNV, als Linie 429 des VRT, betrieben. Zum 1. August 2011 wurde die Linie, zuletzt oft mit Kleinbussen betrieben, aus wirtschaftlichen Gründen eingestellt.
Zudem befuhr Jozi-Reisen die RegioBus Linie 100 von Trier zum Flughafen Hahn. Im Jahr 2008 wurde die Linie durch Sales-Lentz übernommen und in ihre, unter dem Markennamen Flibco.com agierenden Zubringerlinien zum Flughafen übernommen. Im Zuge dessen wurde die Linie in eine von Frankfurt am Main bis Metz reichende Fernbuslinie umgewandelt.
Seit September 2021 fährt die Jozi-Reisen im neuen Busnetz Ruwertal-Hochwald des Verkehrsverbundes der Region Trier und bedient dort 21 Buslinien, diese verbinden den Knotenpunkt Hermeskeil mit Kell am See und der Stadt Trier.

### Linienverkehr im Detail
Folgende Linien werden von Jozi-Reisen bedient:
- 20: Trier – Lorscheid
- 200: Trier – Hermeskeil
- 202: Trier – Beuren
- 203: Kell am See – Thomm
- 204: Hermeskeil – Naurath
- 205: Hermeskeil – Osburg
- 208: Thiergarten – Hermeskeil
- 209: Hermeskeil – Muhl
- 222: RadBus Trier – Hermeskeil -Trier
- 226: Thomm – Schweich
- 230: Trier – Kell am See
- 231: Trier – Gusterath
- 232: Pluwig – Franzenheim (RufBus)
- 233: Hermeskeil – Kell am See
- 234: Hermeskeil – Kell am See
- 236: Niederzerf – Pluwig (RufBus)
- 237: Kell am See – Pluwig
- 238: Paschel -Niederzerf
- 239: Saarburg – Greimerath
- 240: Kell am See – Saarburg

### Busreisen
Es werden regelmäßig Gruppenreisen und Tagesausflüge, vor allem in die Urlaubsgebiete Europas angeboten. Hinzu kommen einige innerdeutsche Reiseziele.